# Liste des joueurs de l'AC Milan
Pour un article plus général, voir Associazione Calcio Milan.
Cet article présente la liste des joueurs jouant ou ayant joué au Milan AC au moins un match dans une compétition officielle senior. Ainsi, les joueurs ayant évolué seulement en équipe junior ou en match amical ne sont pas comptabilisés.
- Haut – A
- B
- C
- D
- E
- F
- G
- H
- I
- J
- K
- L
- M
- N
- O
- P
- Q
- R
- S
- T
- U
- V
- W
- X
- Y
- Z

## A
| Nom                                        | Nationalité        | Poste          | Période au Milan           | Match | Buts |
| ------------------------------------------ | ------------------ | -------------- | -------------------------- | ----- | ---- |
| Ignazio Abate                              | Italie             | Latéral droit  | Joueur actuel              |       |      |
| Christian Abbiati                          | Italie             | Gardien        | Joueur actuel              |       |      |
| Francesco Acerbi                           | Italie             | Défenseur      | 2012-2013                  | 10    | 0    |
| Massimo Agostini                           | Italie             | Attaquant      | 1990-1991                  | 25    | 4    |
| Stefano Aigotti                            | Italie (1861-1946) | Attaquant      | 1927-1929                  | 32    | 14   |
| Demetrio Albertini                         | Italie             | Milieu         | 1988-2002                  | 406   | 28   |
| Enrico Albertosi                           | Italie             | Gardien de but | 1974-1980                  | 233   | 0    |
| Luciano Cesare Alfieri                     | Italie             | Gardien de but | 1957-1958 et 1959-1962     | 24    | 0    |
| Mohammed Aliyu Datti                       | Nigeria            | Attaquant      | 1998-2000 et 2001-2002     | 3     | 0    |
| Eugenio Allievi                            | Italie (1861-1946) | Défenseur      | 1922-1923                  | 9     | 0    |
| David Allison                              | Angleterre         | Attaquant      | 1899-1901                  | 4     | 0    |
| José Altafini (José João Altafini)         | Brésil · Italie    | Attaquant      | 1958-1965                  | 246   | 161  |
| Amarildo (Amarildo Tavares da Silveira)    | Brésil             | Ailier         | 1963-1967                  | 131   | 38   |
| Massimo Ambrosini                          | Italie             | Milieu         | 1995-2013                  | 489   | 36   |
| Marco Amelia                               | Italie             | Gardien de but | Joueur actuel              |       |      |
| Márcio Amoroso (Márcio Amoroso dos Santos) | Brésil             | Attaquant      | 2006                       | 5     | 1    |
| Carlo Ancelotti                            | Italie             | Milieu         | 1987-1992                  | 160   | 11   |
| Andreas Andersson                          | Suède              | Attaquant      | 1997-1998                  | 18    | 1    |
| Luigi Andreoli                             | Italie (1861-1946) | Défenseur      | 1913-1914 et 1920-1921     | 22    | 1    |
| Antonio Valentin Angelillo                 | Argentine          | Attaquant      | 1965-1966 et 1967-1968     | 30    | 4    |
| Daniele Angeloni                           | Italie (1861-1946) | Milieu         | 1900-1905                  | 10    | 0    |
| Carlo Annovazzi                            | Italie (1861-1946) | Milieu         | 1943-1953                  | 292   | 55   |
| Angelo Anquilletti                         | Italie             | Défenseur      | 1966-1976                  | 418   | 2    |
| Luca Antonelli                             | Italie             | Défenseur      | 2006-2007 et joueur actuel | 3     | 0    |
| Roberto Antonelli                          | Italie             | Attaquant      | 1977-1982                  | 143   | 32   |
| Giuseppe Antonini                          | Italie (1861-1946) | Milieu         | 1937-1949                  | 288   | 24   |
| Luca Antonini                              | Italie             | Défenseur      | 2008-2013                  | 111   | 1    |
| Francesco Antonioli                        | Italie             | Gardien de but | 1988-1990 et 1991-1993     | 27    | 0    |
| Alberto Aquilani                           | Italie             | Milieu         | 2011-2012                  | 31    | 1    |
| Bruno Arcari (it)                          | Italie (1861-1946) | Attaquant      | 1940-1941 et 1944-1945     | 43    | 12   |
| Pietro Sante Arcari                        | Italie (1861-1946) | Attaquant      | 1930-1936                  | 186   | 70   |
| Matteo Ardemagni                           | Italie             | Attaquant      | 2005-2006                  | 1     | 0    |
| Vicente Arnoni                             | Brésil             | Attaquant      | 1935-1936 et 1937-1938     | 57    | 11   |
| Catilina Aubameyang                        | Gabon · France     | Milieu         | 2001-2003                  | 5     | 0    |
| Willy Aubameyang                           | Gabon · France     | Milieu         | 2006-2008                  | 1     | 0    |
| Augusto Gaetano Avanzini                   | Italie (1861-1946) | Milieu         | 1913-1916 et 1920-1921     | 14    | 6    |
| Roberto Ayala                              | Argentine · Italie | Défenseur      | 1998-2000                  | 35    | 0    |
| Renzo Azaghi                               | Italie (1861-1946) | Défenseur      | 1918-1922                  | 41    | 0    |

## B
| Nom                           | Nationalité           | Poste          | Période au Milan                  | Match | Buts |
| ----------------------------- | --------------------- | -------------- | --------------------------------- | ----- | ---- |
| Ibrahim Ba                    | France · Sénegal      | Milieu         | 1997-1999 et 2000-2003            | 77    | 1    |
| Bruno Bacchetta               | Italie                | Milieu         | 1963-1965 et 1966-1967            | 13    | 0    |
| Giancarlo Bacci               | Italie                | Attaquant      | 1957-1960                         | 20    | 7    |
| Roberto Baggio                | Italie                | Milieu         | 1995-1997                         | 67    | 19   |
| Osvaldo Bagnoli               | Italie                | Milieu         | 1955-1957                         | 20    | 4    |
| Carlo Innocente Baj           | Suisse                | Milieu         | 1923-1925                         | 7     | 0    |
| Tiziano Ballarin              | Italie (1861-1946)    | Milieu         | 1922-1928                         | 85    | 6    |
| Amleto Balloni                | Italie (1861-1946)    | Milieu         | 1914-1915                         | 1     | 0    |
| Mario Balotelli               | Italie                | Attaquant      | 2012-2013                         | 32    | 11   |
| Luigi Balzarini               | Italie                | Gardien de but | 1963-1966                         | 26    | 0    |
| József Bánás                  | Hongrie               | Milieu         | 1931-1933 et 1937-1940            | 40    | 2    |
| Mario Siro Bandirali          | Italie (1861-1946)    | Attaquant      | 1945-1946                         | 9     | 0    |
| Roberto Bandirali             | Italie                | Défenseur      | 1990-1991                         | 1     | 0    |
| Aldo Barbieri                 | Italie (1861-1946)    | Attaquant      | 1933-1934                         | 3     | 0    |
| Luigi Barbieri                | Italie (1861-1946)    | Gardien de but | 1908-1917                         | 104   | 1    |
| Ezio Bardelli                 | Italie                | Gardien de but | 1949-1950 et 1951-1952            | 25    | 0    |
| Franco Baresi                 | Italie                | Défenseur      | 1977-1997                         | 719   | 33   |
| Paolo Barison                 | Italie                | Ailier         | 1960-1963                         | 47    | 14   |
| Dario Giuliano Mario Barluzzi | Italie                | Gardien de but | 1962-1967                         | 102   | 0    |
| Dario Baruffi                 | Italie                | Attaquant      | 1957-1958                         | 9     | 2    |
| Gianangelo Barzan             | Italie (1861-1946)    | Défenseur      | 1926-1928                         | 30    | 6    |
| Celso Battaia                 | Italie                | Défenseur      | 1946-1947                         | 13    | 0    |
| Sergio Battistini             | Italie                | Milieu         | 1979-1985                         | 201   | 37   |
| Júlio Bavastro                | Uruguay               | Attaquant      | 1910-1913                         | 37    | 4    |
| Bruno Baveni                  | Italie                | Défenseur      | 1966-1968                         | 21    | 0    |
| Gastone Bean                  | Italie                | Attaquant      | 1956-1960                         | 98    | 44   |
| David Beckham                 | Angleterre            | Milieu         | 2008 et 2009                      | 33    | 2    |
| Mario Begni                   | Italie (1861-1946)    | Attaquant      | 1942-1945                         | 21    | 4    |
| Pierangelo Belli              | Italie                | Gardien de but | 1966-1969, 1970-1971 et 1972-1973 | 68    | 0    |
| Armando Bellolio              | Italie (1861-1946)    | Attaquant      | 1920-1921                         | 20    | 12   |
| Carlo Alfonso Belloni         | Italie                | Défenseur      | 1948-1951                         | 29    | 0    |
| Giovanni Belloni              | Italie (1861-1946)    | Défenseur      | 1922-1923                         | 1     | 1    |
| Samir Beloufa                 | France · Algérie      | Défenseur      | 1997-1999                         | 4     | 0    |
| Giancarlo Beltrami            | Italie                | Milieu         | 1957-1958                         | 2     | 0    |
| Paolo Benetti                 | Italie                | Milieu         | 1982-1983                         | 1     | 0    |
| Romeo Benetti                 | Italie                | Milieu         | 1970-1976                         | 251   | 49   |
| Urano Francesco Benigni       | Italie                | Attaquant      | 1965-1966                         | 6     | 1    |
| Víctor Morales Benítez        | Perou                 | Milieu         | 1962-1964 et 1964-1965            | 44    | 2    |
| Eros Beraldo                  | Italie                | Milieu         | 1952-1959                         | 133   | 4    |
| Giacomo Beretta               | Italie                | Attaquant      | 2009-2011                         | 1     | 0    |
| Renzo Beretta                 | Italie (1861-1946)    | Attaquant      | 1920-1921                         | 1     | 0    |
| Bruno Beretti                 | Italie                | Attaquant      | 1961-1962                         | 1     | 0    |
| Franco Bergamaschi            | Italie                | Milieu         | 1973-1974 et 1975-1976            | 43    | 3    |
| Mario Bergamaschi             | Italie                | Milieu         | 1953-1958                         | 151   | 4    |
| Enrico Mario Bergonti         | Italie                | Défenseur      | 1959-1960                         | 1     | 0    |
| Bruno Berra                   | Italie (1861-1946)    | Défenseur      | 1937-1941                         | 55    | 0    |
| Giorgio Bertazzini            | Italie (1861-1946)    | Attaquant      | 1914-1915                         | 2     | 0    |
| Ferdinando Ermanno Bertolotti | Italie (1861-1946)    | Milieu         | 1935-1936                         | 21    | 1    |
| Aldo Bet                      | Italie                | Défenseur      | 1974-1981                         | 204   | 2    |
| Sergio Bettini                | Italie                | Attaquant      | 1959-1960                         | 10    | 0    |
| Osvaldo Biancardi             | Italie                | Milieu         | 1948-1949                         | 1     | 0    |
| Carlo Bianchi                 | Italie (1861-1946)    | Défenseur      | 1907-1909                         | 1     | 0    |
| Ennio Bianchi                 | Italie (1861-1946)    | Attaquant      | 1943-1944                         | 3     | 0    |
| Luigi Bianchi                 | Italie (1861-1946)    | Attaquant      | 1904-1905                         | 2     | 0    |
| Ottavio Bianchi               | Italie                | Milieu         | 1973-1974                         | 24    | 2    |
| Walter Bianchi                | Suisse                | Défenseur      | 1987-1989                         | 19    | 0    |
| Giorgio Biasiolo              | Italie                | Milieu         | 1970-1978                         | 215   | 17   |
| Oliver Bierhoff               | Allemagne             | Attaquant      | 1998-2002                         | 119   | 44   |
| Aldo Biffi                    | Italie (1861-1946)    | Milieu         | 1932-1933                         | 16    | 0    |
| Roberto Biffi                 | Italie                | Défenseur      | 1982-1983                         | 4     | 0    |
| Alberto Bigon                 | Italie                | Attaquant      | 1971-1980                         | 329   | 90   |
| Luigi Binda                   | Italie (1861-1946)    | Gardien de but | 1919-1922 et 1923-1924            | 50    | 0    |
| Giovanni Carlo Biraghi        | Italie (1861-1946)    | Attaquant      | 1939-1940                         | 16    | 1    |
| Valter Birsa                  | Slovenie              | Milieu         | Joueur actuel                     |       |      |
| Luther Blissett               | Angleterre · Jamaïque | Attaquant      | 1983-1984                         | 39    | 6    |
| Jesper Blomqvist              | Suède                 | Milieu         | 1996-1998                         | 21    | 1    |
| Kevin-Prince Boateng          | Ghana · Allemagne     | Milieu         | 2010-2013                         | 100   | 16   |
| Zvonimir Boban                | Croatie               | Milieu         | 1992-2001                         | 251   | 30   |
| Orlando Bocchi                | Italie (1861-1946)    | Milieu         | 1930-1932                         | 36    | 2    |
| Renato Bodini                 | Italie (1861-1946)    | Défenseur      | 1937-1938                         | 5     | 0    |
| Aldo Boffi                    | Italie (1861-1946)    | Attaquant      | 1936-1945                         | 194   | 136  |
| Winston Bogarde               | Pays-Bas · Surinam    | Défenseur      | 1997-1998                         | 4     | 0    |
| Pio Boggio                    | Italie (1861-1946)    | Défenseur      | 1918-1919                         | 1     | 0    |
| Krkic Bojan                   | Espagne               | Attaquant      | 2012-2013                         | 27    | 3    |
| Simone Boldini                | Italie                | Défenseur      | 1976-1979                         | 45    | 2    |
| Marco Bolis                   | Italie                | Attaquant      | 1980-1981                         | 2     | 0    |
| Franco Bolla                  | Italie (1861-1946)    | Attaquant      | 1939-1940                         | 1     | 0    |
| Angelo Bollano Bisio          | Italie (1861-1946)    | Attaquant      | 1941-1942                         | 28    | 11   |
| Giovanni Bolzoni              | Italie (1861-1946)    | Défenseur      | 1924-1925                         | 6     | 0    |
| Vittorio Bonello              | Italie (1861-1946)    | Attaquant      | 1925-1926                         | 5     | 2    |
| Daniele Bonera                | Italie                | Défenseur      | Joueur actuel                     |       |      |
| Alessandro Bonetti (en)       | Autriche              | Gardien de but | 1933-1935                         | 12    | 0    |
| Dario Bonetti                 | Italie                | Défenseur      | 1986-1987                         | 28    | 0    |
| Aquilino Bonfanti             | Italie                | Attaquant      | 1964-1965                         | 3     | 0    |
| Pietro Bonfiglio              | Italie (1861-1946)    | Attaquant      | 1925-1926 et 1928-1930            | 7     | 0    |
| Enrico Boniforti              | Italie (1861-1946)    | Défenseur      | 1939-1943                         | 109   | 5    |
| Giuseppe Bonizzoni            | Italie (1861-1946)    | Défenseur      | 1931-1940                         | 266   | 2    |
| Andrea Bonomi                 | Italie (1861-1946)    | Défenseur      | 1942-1952                         | 256   | 4    |
| Gennaro Bonsanto              | Italie (1861-1946)    | Attaquant      | 1929-1930                         | 2     | 0    |
| Francesco Bontadini           | Italie (1861-1946)    | Attaquant      | 1910-1911                         | 7     | 1    |
| Guglielmo Borgo               | Italie (1861-1946)    | Milieu         | 1929-1931                         | 37    | 1    |
| Stefano Borgonovo             | Italie                | Attaquant      | 1989-1990                         | 23    | 6    |
| Costantino Borneo             | Italie                | Attaquant      | 1990-1991                         | 1     | 1    |
| Marco Borriello               | Italie                | Attaquant      | 2002-2004, 2006-2007 et 2008-2010 | 75    | 21   |
| Mario Bortolazzi              | Italie                | Milieu         | 1985-1986 et 1987-1988            | 40    | 2    |
| Antonio Gino Bortoletti       | Italie (1861-1946)    | Milieu         | 1933-1940                         | 225   | 1    |
| Roberto Bortolotto            | Italie                | Attaquant      | 2002-2003                         | 1     | 0    |
| Alfred Bosshard               | Suisse                | Milieu         | 1905-1908 et 1909-1910            | 13    | 0    |
| Gastone Bottini               | Italie                | Milieu         | 2006-2007                         | 1     | 0    |
| Alessandro Bovati             | Italie (1861-1946)    | Milieu         | 1910-1912                         | 18    | 0    |
| Carlo Bozzi                   | Italie (1861-1946)    | Attaquant      | 1913-1916, 1918-1919 et 1920-1921 | 41    | 6    |
| Giorgio Braglia               | Italie                | Attaquant      | 1976-1977                         | 13    | 6    |
| Attilio Bravi                 | Italie                | Défenseur      | 1962-1963                         | 4     | 0    |
| Per Bredesen                  | Norvège               | Milieu         | 1956-1958                         | 35    | 8    |
| Mario Bresolin                | Somalie               | Attaquant      | 1959-1960                         | 1     | 0    |
| Erminio Brevedan              | Italie (1861-1946)    | Attaquant      | 1914-1915                         | 5     | 3    |
| Achille Brioschi              | Italie (1861-1946)    | Attaquant      | 1909-1910                         | 10    | 5    |
| Drazen Brncic                 | Croatie               | Milieu         | 2000-2001                         | 5     | 0    |
| Cristian Brocchi              | Italie                | Milieu         | 2001-2005 et 2006-2008            | 161   | 6    |
| Pietro Bronzini               | Italie (1861-1946)    | Milieu         | 1916-1917 et 1919-1926            | 142   | 5    |
| Luigi Brusa                   | Italie (1861-1946)    | Gardien de but | 1916-1917                         | 1     | 0    |
| Lorenzo Buffon                | Italie                | Gardien        | 1949-1960                         | 300   | 0    |
| Gianni Bui                    | Italie                | Attaquant      | 1974-1975                         | 6     | 0    |
| Giorgio Buila                 | Italie (1861-1946)    | Milieu         | 1933-1937                         | 9     | 0    |
| Ruben Buriani                 | Italie                | Milieu         | 1977-1982                         | 180   | 14   |
| Renzo Burini                  | Italie                | Attaquant      | 1947-1953                         | 194   | 88   |
| Giovanni Busani               | Italie                | Gardien de but | 1946-1947                         | 10    | 0    |
| Pietro Buscaglia              | Italie (1861-1946)    | Milieu         | 1937-1941                         | 48    | 12   |

## C
| Nom                                 | Nationalité                   | Poste          | Période au Milan                  | Match | Buts |
| ----------------------------------- | ----------------------------- | -------------- | --------------------------------- | ----- | ---- |
| Giuseppe Cafaro                     | Italie                        | Attaquant      | 1973-1974                         | 1     | 0    |
| Cafú (Marcos Evangelista de Moraes) | Brésil                        | Défenseur      | 2003-2008                         | 166   | 4    |
| Atene Caleffa                       | Italie (1861-1946)            | Défenseur      | 1925-1926                         | 2     | 0    |
| Egidio Calloni                      | Italie                        | Attaquant      | 1974-1978                         | 143   | 54   |
| Simone Calvano                      | Italie                        | Milieu         | 2011-2012                         | 1     | 0    |
| Alberto Cambiaghi                   | Italie                        | Attaquant      | 1981-1982                         | 2     | 1    |
| Enrico Candiani                     | Italie                        | Attaquant      | 1949-1950                         | 22    | 8    |
| Enrico Canfari                      | Italie (1861-1946)            | Milieu         | 1903-1904                         | 3     | 0    |
| Nazzareno Canuti                    | Italie                        | Défenseur      | 1982-1983                         | 39    | 0    |
| Fabio Capello                       | Italie                        | Milieu         | 1976-1980                         | 87    | 9    |
| Andrea Capitanio                    | Italie (1861-1946)            | Milieu         | 1933-1934                         | 19    | 0    |
| Carlo Cappelli                      | Italie (1861-1946)            | Attaquant      | 1913-1914                         | 2     | 0    |
| Massimiliano Cappellini             | Italie                        | Attaquant      | 1987-1989                         | 12    | 1    |
| Gino Cappello                       | Italie (1861-1946)            | Attaquant      | 1940-1943                         | 83    | 36   |
| Egidio Capra                        | Italie (1861-1946)            | Attaquant      | 1936-1939                         | 98    | 24   |
| Riccardo Carapellese                | Italie                        | Attaquant      | 1946-1949                         | 106   | 52   |
| Angelo Carbone                      | Italie                        | Attaquant      | 1990-1991 et 1993-1994            | 42    | 2    |
| Bruno Carcano                       | Italie (1861-1946)            | Milieu         | 1922-1924                         | 3     | 0    |
| Bruno Carcano                       | Italie (1861-1946)            | Milieu         | 1922-1924                         | 3     | 0    |
| Mathias Cardacio                    | Uruguay                       | Milieu         | 2008-2009                         | 2     | 0    |
| Giuseppe Cardone                    | Italie                        | Défenseur      | 1992-1993 et 1997-1999            | 25    | 0    |
| Arnaldo Carito                      | Italie (1861-1946)            | Milieu         | 1913-1914                         | 1     | 0    |
| Guido Carito                        | Italie (1861-1946)            | Défenseur      | 1919-1920                         | 1     | 0    |
| Giuseppe Carmignato                 | Italie (1861-1946)            | Gardien de but | 1925-1932                         | 74    | 0    |
| Italo Carminati                     | Italie                        | Attaquant      | 1955-1956                         | 6     | 0    |
| Luciano Carnier                     | Italie                        | Milieu         | 1950-1951                         | 1     | 0    |
| Luis Cesar Carniglia                | Italie                        | Milieu         | 1966-1967                         | 3     | 0    |
| Stefano Carobbi                     | Italie                        | Défenseur      | 1989-1991                         | 23    | 0    |
| Gabriello Carotti                   | Italie                        | Milieu         | 1977-1978, 1979-1981 et 1983-1986 | 95    | 11   |
| Gustavo Carrer                      | Italie (1861-1946)            | Attaquant      | 1904-1905 et 1909-1912            | 40    | 8    |
| Alfred Paul Cartier                 | Suisse                        | Milieu         | 1902-1903                         | 1     | 0    |
| Achille Casanchini                  | Italie (1861-1946)            | Attaquant      | 1944-1945                         | 3     | 0    |
| Fabio Casiraghi                     | Italie                        | Défenseur      | 1984-1985                         | 1     | 0    |
| Roberto Casone                      | Italie                        | Milieu         | 1968-1971, 1972-1973 et 1974-1975 | 19    | 0    |
| Valerio Cassani                     | Italie (1861-1946)            | Attaquant      | 1939-1940                         | 1     | 0    |
| Antonio Cassano                     | Italie                        | Attaquant      | 2010-2012                         | 40    | 8    |
| Umberto Castellazzi                 | Italie (1861-1946)            | Gardien        | 1919-1920                         | 3     | 0    |
| Cesare Cattaneo                     | Italie                        | Défenseur      | 1969-1971                         | 2     | 0    |
| Guerrino Napoleone Cattaneo         | Italie (1861-1946)            | Milieu         | 1932-1933                         | 13    | 1    |
| Giovanni Caviglia                   | Italie (1861-1946)            | Gardien de but | 1925-1926                         | 4     | 0    |
| Emilio Cazzaniga                    | Italie (1861-1946)            | Milieu         | 1914-1920                         | 35    | 0    |
| Giulio Cederna                      | Italie (1861-1946)            | Attaquant      | 1902-1905                         | 4     | 0    |
| Celestino Celio                     | Italie                        | Milieu         | 1952-1953                         | 28    | 0    |
| Felice Cerri                        | Italie                        | Milieu         | 1945-1948                         | 74    | 0    |
| Aldo Cevenini                       | Italie (1861-1946)            | Attaquant      | 1909-1912 et 1915-1919            | 84    | 83   |
| Carlo Cevenini                      | Italie (1861-1946)            | Attaquant      | 1917-1920 et 1923-1927            | 92    | 36   |
| Cesare Cevenini                     | Italie (1861-1946)            | Défenseur      | 1917-1918                         | 1     | 0    |
| Ciro Mario Cevenini                 | Italie (1861-1946)            | Défenseur      | 1916-1919                         | 5     | 0    |
| Luigi Cevenini                      | Italie (1861-1946)            | Attaquant      | 1911-12 et 1915-1919              | 8     | 7    |
| José Chamot                         | Argentine · Italie            | Défenseur      | 1999-2003                         | 75    | 0    |
| Luciano Chiarugi                    | Italie                        | Attaquant      | 1972-1976                         | 155   | 60   |
| Stefano Chiodi                      | Italie                        | Attaquant      | 1978-1980                         | 67    | 22   |
| Bruno Chizzo                        | Italie (1861-1946)            | Milieu         | 1939-1940                         | 26    | 3    |
| Santino Ciceri                      | Italie                        | Gardien de but | 1955-1956                         | 2     | 0    |
| Giorgio Cidri                       | Italie (1861-1946) · Autriche | Défenseur      | 1924-1926                         | 8     | 2    |
| Pietro Cignaghi                     | Italie (1861-1946)            | Défenseur      | 1899-1900                         | 1     | 0    |
| Catello Cimmino                     | Italie                        | Défenseur      | 1983-1985 et 1991-1992            | 3     | 0    |
| Filippo Citterio                    | Italie                        | Défenseur      | 1974-1975                         | 5     | 0    |
| Claiton (Machado dos Santos)        | Brésil                        | Défenseur      | 2002-2003                         | 1     | 0    |
| Giovanni Clocchiatti                | Italie (1861-1946)            | Défenseur      | 1945-1947                         | 48    | 1    |
| Francesco Coco                      | Italie                        | Défenseur      | 1995-1997, 1998-1999 et 2000-2002 | 79    | 5    |
| Fulvio Collovati                    | Italie                        | Défenseur      | 1975-1982                         | 198   | 4    |
| Fabricio Coloccini                  | Argentine · Italie            | Défenseur      | 1999-2000 et 2004-2005            | 5     | 0    |
| Angelo Colombo                      | Italie                        | Milieu         | 1987-1990                         | 115   | 7    |
| Attilio Colombo                     | Italie (1861-1946)            | Milieu         | 1905-1912 et 1913-1915            | 40    | 0    |
| Emilio Colombo                      | Italie (1861-1946)            | Défenseur      | 1919-1920                         | 4     | 0    |
| Guerriero Colombo                   | Italie (1861-1946)            | Attaquant      | 1900-1901 et 1902-1906            | 10    | 0    |
| Vinicio Colombo                     | Italie (1861-1946)            | Défenseur      | 1927-1930                         | 38    | 0    |
| Gianni Comandini                    | Italie                        | Attaquant      | 2000-2001                         | 18    | 3    |
| Alberto Comazzi                     | Italie                        | Défenseur      | 1996-1998                         | 3     | 0    |
| Nestor Combin                       | France · Argentine            | Attaquant      | 1969-1971                         | 70    | 20   |
| Dario Compiani                      | Italie (1861-1946)            | Gardien de but | 1927-1936                         | 220   | 0    |
| Kevin Constant                      | France                        | Milieu         | Joueur actuel                     |       |      |
| Oliviero Conti                      | Italie                        | Attaquant      | 1961-1962                         | 17    | 6    |
| Cosmin Contra                       | Roumanie                      | Défenseur      | 2001-2002                         | 44    | 4    |
| Elpidio Coppa                       | Italie (1861-1946)            | Attaquant      | 1938-1939                         | 13    | 4    |
| Ferdinando Coppola                  | Italie                        | Gardien de but | Joueur actuel                     |       |      |
| Guido Corbelli                      | Italie (1861-1946)            | Attaquant      | 1942-1943                         | 30    | 4    |
| Giovanni Cornacchini                | Italie                        | Attaquant      | 1991-1992                         | 5     | 0    |
| Dionigi Corsi                       | Italie (1861-1946)            | Milieu         | 1916-1917, 1920-1921 et 1922-1923 | 12    | 4    |
| Davide Corti                        | Italie                        | Défenseur      | 1990-1991                         | 1     | 0    |
| Remo Cossio                         | Italie (1861-1946)            | Attaquant      | 1936-1939                         | 40    | 9    |
| Alessandro Costacurta               | Italie                        | Défenseur      | 1981-1986 et 1987-2007            | 663   | 3    |
| Gian Domenico Costi                 | Italie                        | Défenseur      | 1990-1991                         | 9     | 0    |
| Francesco Cozza                     | Italie                        | Milieu         | 1993-1994                         | 1     | 0    |
| Luigi Crema                         | Italie (1861-1946)            | Attaquant      | 1914-1915                         | 2     | 2    |
| Domenico Cremonesi                  | Italie (1861-1946)            | Attaquant      | 1914-1915                         | 5     | 1    |
| Mario Crespi                        | Italie (1861-1946)            | Attaquant      | 1915-1916                         | 1     | 0    |
| Hernán Crespo                       | Argentine                     | Attaquant      | 2004-2005                         | 40    | 18   |
| Luigi Cresta                        | Italie (1861-1946)            | Milieu         | 1932-1937                         | 58    | 6    |
| Bryan Cristante                     | Italie                        | Milieu         | 2011-2013                         | 1     | 0    |
| Edoardo Croce                       | Argentine · Italie            | Gardien de but | 1916-1918                         | 2     | 0    |
| Emyl Croom                          | Angleterre                    | Milieu         | 1912-1913                         | 18    | 4    |
| Arturo Crottini                     | Italie (1861-1946)            | Attaquant      | 1918-1919                         | 1     | 2    |
| André Cruz (André Alves da Cruz)    | Brésil                        | Défenseur      | 1997-1999                         | 17    | 2    |
| Ernesto Cucchiaroni                 | Argentine                     | Attaquant      | 1956-1958                         | 51    | 10   |
| Carlo Cudicini                      | Italie                        | Gardien de but | 1992-1994                         | 3     | 0    |
| Fabio Cudicini                      | Italie                        | Gardien de but | 1967-1972                         | 183   | 0    |
| Stefano Cuoghi                      | Italie                        | Milieu         | 1980-1983                         | 65    | 5    |

## D
| Nom                           | Nationalité         | Poste            | Période au Milan       | Match | Buts |
| ----------------------------- | ------------------- | ---------------- | ---------------------- | ----- | ---- |
| Bassano Daccò                 | Italie (1861-1946)  | Milieu           | 1922-1923              |       |      |
| Samuele Dalla Bona            | Italie              | Milieu           | 2002-2003              | 4     | 0    |
| Giorgio Dal Monte             | Italie              | Milieu-Attaquant | 1955-1956              | 28    | 15   |
| Stelio Darin                  | Italie              | Milieu           | 1953-1954              | 1     | 0    |
| Antonio Da Sacco              | Italie (1861-1946)  | Milieu           | 1923-1925              |       |      |
| Ümit Davala                   | Allemagne · Turquie | Milieu           | 2001-2002              | 10    | 0    |
| Roberto D'Aversa              | Italie · Allemagne  | Milieu           | 1994-1995              | 0     | 0    |
| Mario David                   | Italie              | Défenseur        | 1960-1965              | 109   | 6    |
| Edgar Davids                  | Pays-Bas · Suriname | Milieu           | 1996-1998              | 19    | 0    |
| Samuel Richard Davies         | Angleterre          | Attaquant        | 1899-1902              |       |      |
| Diego De Ascentis             | Italie              | Milieu           | 1999-2000              | 19    | 0    |
| Lorenzo Oleario De Bellagente | Italie (1861-1946)  | Attaquant        | 1914-1915              |       |      |
| Antonio De Carli              | Italie (1861-1946)  | Milieu           | 1930-1931              | 1     | 0    |
| Giovanni Alfredo Decarli      | Italie (1861-1946)  | Gardien de but   | 1924-1925              |       |      |
| Alfredo De Franceschini       | Italie (1861-1946)  | Milieu           | 1921-1929              |       |      |
| Pietro Degano                 | Italie              | Attaquant        | 1947-1949              | 36    | 13   |
| Amedeo Degli Esposti          | Italie (1861-1946)  | Attaquant        | 1940-1942              | 29    | 6    |
| Benigno De Grandi             | Italie              | Milieu           | 1949-1951              | 42    | 3    |
| Francesco De Gregori          | Italie              | Attaquant        | 1947-1950              | 30    | 2    |
| Nello De Lorenzi              | Italie (1861-1946)  | Attaquant        | 1934-1935              | 1     | 0    |
| Renato De Manzano             | Italie (1861-1946)  | Milieu           | 1936-1937              | 12    | 0    |
| Fernando De Napoli            | Italie              | Milieu           | 1992-1994              | 9     | 0    |
| Carlo De Vecchi               | Italie (1861-1946)  | Défenseur        | 1913-1914              |       |      |
| Renzo De Vecchi               | Italie (1861-1946)  | Défenseur        | 1909-1913              | 64    | 7    |
| Roberto De Zerbi              | Italie              | Attaquant        | 1997-1998              | 0     | 0    |
| Walter Del Medico             | Italie (1861-1946)  | Attaquant        | 1942-1944              | 47    | 15   |
| Amilcare Della Noce           | Italie (1861-1946)  | Milieu           | 1921-1922              | 3     | 0    |
| Marcel Desailly               | France · Ghana      | Défenseur-Milieu | 1993-1998              | 164   | 7    |
| Malik Diaby                   | France              | Milieu           | Joueur actuel          | 16    | 0    |
| Agostino Di Bartolomei        | Italie              | Milieu-Défenseur | 1984-1987              | 88    | 9    |
| Paolo Di Canio                | Italie              | Attaquant        | 1994-1996              | 37    | 6    |
| Luigi Diamante                | Italie (1861-1946)  | Gardien de but   | 1937-1940              | 12    | 0    |
| Dida (Nelson de Jesus Silva)  | Brésil              | Gardien de but   | 2002-2010              | 302   | 0    |
| Dídac Vilà                    | Brésil              | Défenseur        | Joueur actuel          | 0     | 0    |
| Jack Diment                   | Écosse              | Milieu           | 1909-1910              |       |      |
| Marco Donadel                 | Italie              | Milieu           | 1998-2002              | 1     | 0    |
| Roberto Donadoni              | Italie              | Milieu           | 1986-1996 et 1997-1999 | 285   | 18   |
| Massimo Donati                | Italie              | Milieu           | 2001-2002              | 17    | 0    |
| Antonio Dubini                | Italie (1861-1946)  | Attaquant        | 1899-1900 et 1901-1902 |       |      |
| Christophe Dugarry            | France              | Attaquant        | 1996-1997              | 21    | 5    |

## E
| Nom                            | Nationalité         | Poste          | Période au Milan       | Match | Buts |
| ------------------------------ | ------------------- | -------------- | ---------------------- | ----- | ---- |
| Giovane Élber (Élber de Souza) | Brésil              | Attaquant      | 1990-1991              | 0     | 0    |
| Dimítrios Eleftherópoulos      | Grèce               | Gardien de but | 2005                   | 0     | 0    |
| Giacinto Delfino Ellena        | Italie (1861-1946)  | Milieu         | 1938-1939              | 9     | 0    |
| Urby Emanuelson                | Pays-Bas · Suriname | Milieu         | Joueur actuel          |       |      |
| Stefano Eranio                 | Italie              | Milieu         | 1992-1997              | 98    | 6    |
| Giulio Ermolli                 | Italie (1861-1946)  | Gardien de but | 1901-1905 et 1908-1911 |       |      |
| Harvey Esajas                  | Pays-Bas · Suriname | Défenseur      | 2004-2005              |       |      |
| Alberigo Evani                 | Italie              | Milieu         | 1980-1993              | 296   | 14   |

## F
| Nom                 | Nationalité        | Poste          | Période au Milan       | Match | Buts |
| ------------------- | ------------------ | -------------- | ---------------------- | ----- | ---- |
| Natale Faccenda     | Italie (1861-1946) | Attaquant      | 1940-1941              | 7     | 1    |
| Mario Fallaie       | Italie (1861-1946) | Défenseur      | 1917-1919              |       |      |
| Eros Fassetta       | Italie             | Défenseur      | 1955-1956 et 1957-1958 | 3     | 0    |
| Alfio Fontana       | Italie             | Défenseur      | 1952-1955 et 1956-1960 | 170   | 7    |
| Plinio Farina       | Italie (1861-1946) | Défenseur      | 1924-1925              |       |      |
| Giuseppe Favalli    | Italie             | Défenseur      | Joueur actuel          | 48    | 2    |
| Joachim Fernandez   | Sénegal            | Milieu         | 1999-2000              | 0     | 0    |
| Carlo Ferrarese     | Italie (1861-1946) | Milieu         | 1901-1902              |       |      |
| Romolo Ferrario     | Italie (1861-1946) | Attaquant      | 1911-1920              |       |      |
| Michele Ferri       | Italie             | Défenseur      | 2000-2001              | 0     | 0    |
| Giuseppe Fiammenghi | Italie (1861-1946) | Défenseur      | 1931-1932              | 2     | 0    |
| Arrigo Fibbi        | Italie (1861-1946) | Milieu         | 1931-1932 et 1933-1935 | 14    | 4    |
| Valerio Fiori       | Italie             | Gardien de but | 1999-2008              | 1     | 0    |
| Attilio Firpi       | Uruguay            | Gardien de but | 1903-1905              |       |      |
| Mathieu Flamini     | France             | Milieu         | Joueur actuel          | 52    | 1    |
| Pasquale Foggia     | Italie             | Milieu         | 2000                   | 0     | 0    |
| Mario Foglia        | Italie             | Milieu         | 1946-1951              | 127   | 0    |
| Luigi Forlano       | Italie (1861-1946) | Attaquant      | 1907-1909              |       |      |
| Attilio Formenti    | Italie (1861-1946) | Attaquant      | 1899-1900              |       |      |
| Enrico Forneris     | Italie (1861-1946) | Attaquant      | 1922-1924              |       |      |
| Silvio Frigerio     | Italie (1861-1946) | Attaquant      | 1917-1918              |       |      |
| Amleto Frignani     | Italie             | Attaquant      | 1951-1956              | 136   | 26   |
| Diego Fuser         | Italie             | Milieu         | 1989-1990 et 1991-1992 | 35    | 6    |
| Paulo Futre         | Portugal           | Milieu         | 1995-1996              |       |      |

## G
| Nom                         | Nationalité         | Poste            | Période au Milan       | Match | Buts |
| --------------------------- | ------------------- | ---------------- | ---------------------- | ----- | ---- |
| Elisio Gabardo              | Brésil              | Milieu           | 1935-1938              | 71    | 11   |
| Catullo Gadda               | Italie (1861-1946)  | Défenseur        | 1900-1901              |       |      |
| Dante Guagnetti             | Italie (1861-1946)  | Défenseur        | 1940-1942              | 13    | 0    |
| Dario Gai                   | Italie (1861-1946)  | Milieu           | 1926-1927 et 1928-1929 | 18    | 9    |
| Giuseppe Galderisi          | Italie              | Attaquant        | 1986-1987              | 21    | 3    |
| Luigi Galetti               | Italie (1861-1946)  | Milieu           | 1930-1931              | 1     | 0    |
| Edoardo Galimberti          | Italie (1861-1946)  | Défenseur        | 1942-1943              | 33    | 0    |
| Ranieri Galluzzo            | Italie              | Gardien de but   | 1953-1954              | 3     | 0    |
| Guglielmo Gajani            | Italie (1861-1946)  | Milieu           | 1918-1919 et 1925-1927 | 19    | 0    |
| Domenico Galli              | Italie (1861-1946)  | Attaquant        | 1902-1903              |       |      |
| Filippo Galli               | Italie              | Défenseur        | 1983-1996              | 217   | 3    |
| Giovanni Galli              | Italie              | Gardien de but   | 1986-1990              | 98    | 0    |
| Attilio Gallo               | Italie (1861-1946)  | Milieu           | 1942-1944              | 24    | 0    |
| Armando Gambuti             | Italie (1861-1946)  | Gardien de but   | 1915-1916 et 1918-1919 |       |      |
| Angelo Gandini              | Italie              | Milieu           | 1953-1954              | 1     | 0    |
| Arrigo Gandolfi             | Italie (1861-1946)  | Défenseur        | 1915-1916              |       |      |
| Luigi Gandolfi              | Italie (1861-1946)  | Milieu           | 1920-1921              |       |      |
| Luigi Ganelli               | Italie (1861-1946)  | Milieu           | 1944-1945              | 15    | 1    |
| Maurizio Ganz               | Italie              | Attaquant        | 1997-2000              | 38    | 9    |
| Gianfranco Ganzer           | Italie              | Milieu           | 1955-1956              | 12    | 0    |
| Pablo García                | Uruguay · Espagne   | Milieu           | 2001-2002              | 5     | 0    |
| Lorenzo Gaslini             | Italie (1861-1946)  | Gardien de but   | 1909-1910 et 1913-1915 |       |      |
| Emilio Gattoronchieri       | Italie (1861-1946)  | Défenseur        | 1934-1936              | 8     | 0    |
| Gennaro Gattuso             | Italie              | Milieu           | Joueur actuel          | 275   | 7    |
| Gustavo Gay                 | Italie (1861-1946)  | Attaquant        | 1923-1924              |       |      |
| Gelati                      | Italie (1861-1946)  | Attaquant        | 1916-1917              |       |      |
| Giuseppe Gelpi              | Italie (1861-1946)  | Attaquant        | 1920-1921              |       |      |
| Eric Gerets                 | Belgique            | Défenseur        | 1983-1984              | 13    | 1    |
| Giorgio Ghezzi              | Italie              | Gardien de but   | 1959-1965              | 123   | 0    |
| Alcides Ghiggia             | Uruguay             | Ailier           | 1961-1962              | 4     | 0    |
| Sereno Gianesello           | Italie (1861-1946)  | Milieu           | 1935-1939              | 69    | 0    |
| Aredio Gimona               | Italie (1861-1946)  | Milieu           | 1945-1949              | 130   | 27   |
| Oscar Joseph Giger          | Suisse              | Milieu           | 1905-1906              |       |      |
| Alberto Gilardino           | Italie              | Attaquant        | 2005-2008              | 94    | 36   |
| Ettore Girardengo           | Italie (1861-1946)  | Défenseur        | 1937-1939              | 1     | 0    |
| Arnaldo Giudici             | Italie (1861-1946)  | Défenseur        | 1920-1922 et 1923-1924 |       |      |
| Luigi Giunta                | Italie (1861-1946)  | Milieu           | 1927-1928 et 1929-1930 | 6     | 0    |
| Federico Giunti             | Italie              | Milieu           | 1999-2001              | 54    | 1    |
| Yoann Gourcuff              | France              | Milieu           | 2006-2008              | 54    | 3    |
| Giorgio Granata             | Italie (1861-1946)  | Milieu-Attaquant | 1941-1946              | 44    | 8    |
| Edy Gratton                 | Italie              | Défenseur        | 1947-1949              | 64    | 1    |
| Lino Grava                  | Italie              | Défenseur        | 1947-1949              | 3     | 0    |
| Jimmy Greaves               | Angleterre          | Attaquant        | 1961                   | 10    | 9    |
| Bernardino Guido Gregoletto | Italie (1861-1946)  | Attaquant        | 1902-1903              | 1     | 0    |
| Gunnar Gren                 | Suède               | Milieu           | 1949-1953              | 133   | 38   |
| Anselmo Greppi              | Italie (1861-1946)  | Milieu           | 1914-1919              |       |      |
| Pietro Grosso               | Italie              | Milieu           | 1951-1952              | 32    | 0    |
| Albert Guðmundsson          | Island              | Milieu           | 1948-1949              | 14    | 2    |
| Amedeo Guarnieri            | Italie (1861-1946)  | Milieu           | 1915-1916              |       |      |
| Umberto Guarnieri           | Italie (1861-1946)  | Attaquant        | 1944-1945              | 20    | 6    |
| Andrés Guglielminpietro     | Argentine · Italie  | Milieu           | 1998-2001              | 57    | 6    |
| Ruud Gullit                 | Pays-Bas · Suriname | Milieu           | 1987-1993 et 1994      | 125   | 38   |

## H
| Nom                  | Nationalité     | Poste          | Période au Milan | Match | Buts |
| -------------------- | --------------- | -------------- | ---------------- | ----- | ---- |
| Alfred Haberlin      | Suisse          | Défenseur      | 1903-1904        |       |      |
| Harpad Hajos         | Hongrie         | Milieu         | 1926-1927        | 27    | 3    |
| Kurt Hamrin          | Suède           | Attaquant      | 1967-1969        | 36    | 9    |
| Mark Hateley         | Angleterre      | Attaquant      | 1984-1987        | 66    | 17   |
| Gustav Hauser        | Suisse          | Milieu         | 1906-1907        |       |      |
| Heinric Heim         | Suisse          | Gardien de but | 1909-1910        |       |      |
| Thomas Helveg        | Danemark        | Défenseur      | 1998-2003        | 105   | 0    |
| Hans Mayer Heuberger | Empire Allemand | Milieu         | 1905-1906        |       |      |
| Horbelin Hood        | Angleterre      | Gardien de but | 1899-1901        |       |      |
| Albert Huntziger     | Suisse          | Attaquant      | 1909-1910        |       |      |

## I
| Hans Walter Imhoff | Suisse | Attaquant | 1906-1908              | 6   | 5  |  |  |
| Filippo Inzaghi    | Italie | Attaquant | Joueur actuel          | 147 | 57 |  |  |
| Zlatan Ibrahimovic | Suède  | Attaquant | 2010-2012 et 2019-2023 | 125 | 76 |  |  |

## J
| Nom                                                   | Nationalité        | Poste     | Période au Milan | Match | Buts |
| ----------------------------------------------------- | ------------------ | --------- | ---------------- | ----- | ---- |
| Marek Jankulovski                                     | République tchèque | Défenseur | Joueur actuel    | 80    | 4    |
| Joe Jordan                                            | Écosse             | Attaquant | 1981-1983        | 52    | 12   |
| José Mari                                             | Espagne            | Attaquant | 1999-2002        | 52    | 5    |
| Júlio César Santos Correa (Júlio César Santos Correa) | Brésil             | Défenseur | 2000-2001        | 4     | 0    |

## K
| Nom                                     | Nationalité                                       | Poste               | Période au Milan | Match | Buts |
| --------------------------------------- | ------------------------------------------------- | ------------------- | ---------------- | ----- | ---- |
| Kaká (Ricardo Izecson dos Santos Leite) | Brésil                                            | Milieu              | 2003-2009        | 193   | 70   |
| Željko Kalac                            | Australie                                         | Gardien de but      | Joueur actuel    | 37    | 0    |
| Kakha Kaladze                           | Georgie                                           | Défenseur           | Joueur actuel    | 185   | 12   |
| Herbert Kilpin                          | Angleterre                                        | Défenseur/Attaquant | 1899-1908        | 23    | 7    |
| Patrick Kluivert                        | Pays-Bas · Suriname                               | Attaquant           | 1997-1998        | 27    | 6    |
| François Menno Knoote                   | Pays-Bas                                          | Gardien de but      | 1905-1906        | 2     | 0    |
| Attilio Kossovel                        | Italie (1861-1946) · Autriche-Hongrie (1869-1918) | Attaquant           | 1930-1933        | 56    | 4    |
| Vitali Kutuzov                          | Bielorussie                                       | Attaquant           | 2001-2002        | 2     | 0    |

## L
| Nom                                      | Nationalité                    | Poste            | Période au Milan | Match | Buts |
| ---------------------------------------- | ------------------------------ | ---------------- | ---------------- | ----- | ---- |
| Max Laich                                | Suisse                         | Milieu           | 1908-1909        |       |      |
| Pietro Lana                              | Italie (1861-1946)             | Attaquant        | 1907-1914        | 51    | 18   |
| Brian Laudrup                            | Danemark                       | Milieu/Attaquant | 1993-1994        | 9     | 1    |
| Martin Laursen                           | Danemark                       | Défenseur        | Joueur actuel    | 32    | 2    |
| Mario Lazzaroni                          | Italie (1861-1946)             | Attaquant        | 1925-1927        | 2     | 0    |
| Jens Lehmann                             | Allemagne                      | Gardien de but   | 1998-1999        | 5     | 0    |
| Gianluigi Lentini                        | Italie                         | Milieu           | 1992-1996        | 60    | 13   |
| Leonardo (Leonardo Nascimento de Araújo) | Brésil                         | Milieu/Attaquant | 1997-2001        | 96    | 22   |
| Nils Liedholm                            | Suède                          | Milieu           | 1949-1961        | 359   | 81   |
| Kurt Lies                                | Angleterre                     | Milieu           | 1899-1901        |       |      |
| Penvhyn Llewellyn Neville                | Pays de Galles                 | Attaquant        | 1899-1901        |       |      |
| Tomas Locatelli                          | Italie                         | Milieu           | 1995-1997        | 10    | 0    |
| Giovanni Lodetti                         | Italie                         | Milieu           | 1961-1970        | 216   | 16   |
| Albino Loffi                             | Italie (1861-1946)             | Gardien de but   | 1920-1921        |       |      |
| Natale Loiacono                          | Italie (1861-1946)             | Attaquant        | 1919-1921        |       |      |
| Ezio Loik                                | Italie (1861-1946)             | Milieu           | 1937-1940        | 63    | 13   |
| Renato Guglielmo Lombardo                | Italie (1861-1946)             | Gardien de but   | 1932-1933        | 3     | 0    |
| Angelo Longoni                           | Italie                         | Attaquant        | 1952-1954        | 15    | 2    |
| Cesare Lovati                            | Italie (1861-1946) · Argentine | Milieu           | 1910-1922        | 114   | 7    |
| Mario Giuseppe Lovetti                   | Italie (1861-1946)             | Milieu           | 1937-1940        | 59    | 1    |
| Matteo Lunati                            | Italie                         | Milieu           | Joueur actuel    |       |      |

## M
| Nom                     | Nationalité        | Poste            | Période au Milan                  | Match | Buts |
| ----------------------- | ------------------ | ---------------- | --------------------------------- | ----- | ---- |
| Massimo Maccarone       | Italie             | Attaquant        | 1996-1998                         | 0     | 0    |
| Thomas Mac Cormack      | Angleterre         | Gardien de but   | 1909-1910                         |       |      |
| Marco Macina            | Saint-Marin        | Attaquant        | 1985-1986                         | 5     | 0    |
| Johann Ferdinand Mädler | Empire Allemand    | Attaquant        | 1901 et 1906-1909                 |       |      |
| Pietro Maestroni        | Italie (1861-1946) | Milieu           | 1932-1934                         | 3     | 0    |
| Giovanni Maggioni       | Italie (1861-1946) | Milieu           | 1920-1922                         |       |      |
| Mario Magnozzi          | Italie (1861-1946) | Attaquant        | 1930-1933                         | 97    | 31   |
| Mario Malatesta         | Italie (1861-1946) | Milieu           | 1932-1933                         | 6     | 2    |
| Saul Malatrasi          | Italie             | Défenseur        | 1967-1970                         | 67    | 0    |
| Aldo Maldera            | Italie             | Défenseur-Milieu | 1971-1982                         | 228   | 30   |
| Cesare Maldini          | Italie             | Défenseur        | 1954-1966                         | 347   | 3    |
| Paolo Maldini           | Italie             | Défenseur        | 1985-2009                         | 902   | 29   |
| Enrico Malerba          | Italie (1861-1946) | Gardien de But   | 1912-1913                         |       |      |
| Umberto Malvano         | Italie (1861-1946) | Attaquant        | 1905-1906                         |       |      |
| Alfredo Mambrini        | Italie (1861-1946) | Attaquant        | 1917-1918                         |       |      |
| Emilio Manazza          | Italie (1861-1946) | Attaquant        | 1928-1930                         | 2     | 0    |
| Michele Manenti         | Italie             | Milieu           | 1948-1949                         | 3     | 1    |
| Filippo Maniero         | Italie             | Attaquant        | 1998                              | 13    | 3    |
| Attilio Marchesi        | Italie (1861-1946) | Attaquant        | 1913-1914 et 1916-1917            |       |      |
| Giuseppe Marchi         | Italie (1861-1946) | Milieu           | 1926-1933                         | 134   | 2    |
| Sergio Marchi           | Italie (1861-1946) | Défenseur        | 1944-1945                         | 20    | 0    |
| Amos Mariani            | Italie             | Attaquant        | 1956-1958                         | 98    | 18   |
| Edoardo Mariani         | Italie (1861-1946) | Attaquant        | 1908-1910 et 1918-1920            |       |      |
| Enrico Mariani          | Italie (1861-1946) | Gardien de but   | 1919-1920                         |       |      |
| Arnaldo Marini          | Italie (1861-1946) | Attaquant        | 1917-1918                         |       |      |
| Carlo Marmonti          | Italie (1861-1946) | Milieu           | 1916-1918 et 1919-1920            |       |      |
| Vittore Martini         | Italie (1861-1946) | Gardien de but   | 1936-1938                         | 3     | 0    |
| Lino Marzorati          | Italie             | Défenseur        | 2004-2006                         | 1     | 0    |
| Oliviero Mascheroni     | Italie (1861-1946) | Attaquant        | 1934-1936                         | 7     | 1    |
| Daniele Massaro         | Italie             | Attaquant-Milieu | 1986-1995                         | 208   | 50   |
| Alessandro Matri        | Italie             | Attaquant        | 2002-2004                         | 1     | 0    |
| Gianni Mattioni         | Italie (1861-1946) | Gardien          | 1945-1946 et 1947-1948            | 2     | 0    |
| Otto Mayer              | Suisse             | Milieu           | 1909-1910                         |       |      |
| Osvaldo Mazzi           | Italie (1861-1946) | Défenseur        | 1927-1928                         | 1     | 0    |
| Giovanni Mazzonis       | Italie (1861-1946) | Attaquant        | 1915-1917 et 1920-1922            |       |      |
| Umberto Mazzucchelli    | Italie (1861-1946) | Attaquant        | 1923-1924                         |       |      |
| Giuseppe Meazza         | Italie (1861-1946) | Attaquant-Milieu | 1940-1942                         | 42    | 11   |
| Romeo Menti             | Italie (1861-1946) | Ailier           | 1944                              | 9     | 1    |
| Umberto Menti           | Italie (1861-1946) | Attaquant        | 1939-1941                         | 32    | 5    |
| Angelo Meroni           | Italie (1861-1946) | Milieu           | 1944-1945                         | 3     | 0    |
| Andrea Meschia          | Italie (1861-1946) | Défenseur        | 1902-1903 et 1906-1909            |       |      |
| Egidio Micheloni        | Italie (1861-1946) | Gardien de but   | 1939-1941                         | 21    | 0    |
| Bruno Midali            | Italie (1861-1946) | Gardien de but   | 1922-1925                         | 40    | 0    |
| Efrem Milanese          | Italie             | Gardien de but   | 1948-1950                         | 32    | 1    |
| Angelo Minoia           | Italie (1861-1946) | Attaquant        | 1930-1931                         | 2     | 1    |
| Guido Moda              | Italie (1861-1946) | Défenseur        | 1903-1904, 1905-1908 et 1909-1912 | 27    | 0    |
| Bruno Mora              | Italie             | Ailier           | 1962-1969                         | 116   | 26   |
| Ernesto Morandi         | Italie (1861-1946) | Milieu           | 1911-1912, 1913-1914 et 1918-1924 | 118   | 14   |
| Eugenio Morandi         | Italie (1861-1946) | Milieu           | 1918-1921                         | 8     | 0    |
| Javi Moreno             | Espagne            | Attaquant        | 2001-2002                         | 16    | 2    |
| Alvaro Moreno           | Espagne            | Défenseur        | 1953-1954                         | 2     | 0    |
| Giovanni Moretti        | Italie (1861-1946) | Attaquant        | 1931-1939                         | 223   | 68   |
| Domenico Morfeo         | Italie             | Milieu           | 1998-1999                         | 11    | 0    |
| Silvano Moro            | Italie             | Milieu           | 1953-1954                         | 12    | 0    |
| Enio Moroni             | Italie (1861-1946) | Milieu           | 1915-1916 et 1917-1918            | 9     | 0    |
| Luigi Oscar Moroni      | Italie (1861-1946) | Milieu           | 1929-1933                         | 96    | 6    |
| Arrigo Morselli         | Italie (1861-1946) | Milieu           | 1940-1941 et 1942-1943            | 28    | 5    |
| Karl Muller             | Hongrie            | Attaquant        | 1925-1926                         | 22    | 12   |
| Giampiero Murer         | Italie (1861-1946) | Attaquant        | 1921-1922                         | 15    | 0    |
| Roberto Mussi           | Italie             | Défenseur        | 1987-1989                         | 30    | 0    |

## N
| Nom              | Nationalité        | Poste          | Période au Milan       | Match | Buts |
| ---------------- | ------------------ | -------------- | ---------------------- | ----- | ---- |
| Stefano Nava     | Italie             | Défenseur      | 1990-1991 et 1992-1995 | 21    | 1    |
| Ettore Negretti  | Italie (1861-1946) | Attaquant      | 1900-1902              |       |      |
| Eugenio Negri    | Italie (1861-1946) | Milieu         | 1919-1920              |       |      |
| Alessandro Nesta | Italie             | Défenseur      | Joueur actuel          | 156   | 3    |
| Bruno N'Gotty    | France             | Défenseur      | 1998-1999              | 34    | 1    |
| Steinar Nilsen   | Norvège            | Défenseur      | 1997-1998              | 5     | 0    |
| Gunnar Nordahl   | Suède              | Attaquant      | 1949-1956              | 257   | 210  |
| Giuseppe Norsa   | Italie (1861-1946) | Gardien de but | 1922-1923              |       |      |
| Walter Novellino | Italie             | Milieu/Ailier  | 1978-1982              | 120   | 10   |
| Giulio Nuciari   | Italie             | Gardien de but | 1982-1988              | 28    | 0    |
| Camille Nys      | Belgique           | Attaquant      | 1912-1913              |       |      |

## O
| Nom                           | Nationalité        | Poste     | Période au Milan       | Match | Buts |
| ----------------------------- | ------------------ | --------- | ---------------------- | ----- | ---- |
| Massimo Oddo                  | Italie             | Défenseur | 2007-2008              | 35    | 2    |
| Lorenzo Oleario De Bellagente | Italie (1861-1946) | Attaquant | 1919-1920              | 6     | 3    |
| Ricardo Oliveira              | Brésil             | Attaquant | 2006-2007              | 26    | 3    |
| Federico Orlandi              | Italie (1861-1946) | Attaquant | 1916-1917              | 4     | 1    |
| Elio Onorato                  | Italie             | Attaquant | 1948-1949              | 12    | 4    |
| Rodolfo Ostromann             | Autriche           | Attaquant | 1924-1928              | 73    | 34   |
| Edi Ott                       | Suisse             | Milieu    | 1909-1910 et 1911-1912 | 4     | 0    |

## P
| Nom                      | Nationalité                  | Poste          | Période au Milan       | Match | Buts |
| ------------------------ | ---------------------------- | -------------- | ---------------------- | ----- | ---- |
| Giuseppe Pagni           | Italie (1861-1946)           | Milieu         | 1933-1934 et 1935-1936 | 3     | 0    |
| Giuseppe Pancaro         | Italie                       | Défenseur      | 2003-2005              | 39    | 2    |
| Christian Panucci        | Italie                       | Attaquant      | 1993-1997              | 89    | 9    |
| Venerino Papa            | Italie (1861-1946)           | Attaquant      | 1921-1925              |       |      |
| Jean-Pierre Papin        | France                       | Attaquant      | 1993-1997              | 63    | 31   |
| Camillo Parisini         | Italie (1861-1946)           | Attaquant      | 1906-1907              |       |      |
| Erminio Parmesani        | Italie (1861-1946)           | Attaquant      | 1925-1926              | 4     | 0    |
| Piero Pasinati           | Italie (1861-1946)           | Milieu         | 1939-1940              | 21    | 3    |
| Paride Pasqualetto       | Italie (1861-1946)           | Attaquant      | 1926-1928              | 40    | 8    |
| Piero Pastore            | Italie (1861-1946)           | Attaquant      | 1927-1929 et 1931-1932 | 90    | 53   |
| Palmiro Luigi Pastorelli | Italie (1861-1946)           | Attaquant      | 1925-1926              | 1     | 0    |
| Renzo Pedezzi            | Italie (1861-1946)           | Milieu         | 1932-1933              | 2     | 0    |
| Ivo Pedretti             | Italie (1861-1946)           | Défenseur      | 1925-1926              | 4     | 0    |
| Franco Pedroni           | Italie                       | Défenseur      | 1952-1956              | 72    | 1    |
| Guido Pedroni            | Italie (1861-1946)           | Attaquant      | 1903-1906              | 11    | 3    |
| Vittorio Pedroni         | Italie (1861-1946)           | Attaquant      | 1906-1907 et 1908-1910 | 5     | 0    |
| Filippo Pellizzoni       | Italie (1861-1946)           | Gardien de but | 1918-1919              |       |      |
| Romano Penzo             | Italie (1861-1946)           | Attaquant      | 1943-1944              | 11    | 5    |
| Oreste Perfetti          | Italie (1861-1946)           | Milieu         | 1915-1916 et 1922-1924 |       |      |
| Romano Perticone         | Italie                       | Défenseur      | 2004-2005              | 1     | 0    |
| Luigi Perversi           | Italie (1861-1946)           | Défenseur      | 1925-1926 et 1927-1940 | 319   | 0    |
| Gianluca Pessotto        | Italie                       | Défenseur      | Formé au club          |       |      |
| Luigi Pettinelli         | Italie (1861-1946)           | Défenseur      | 1914-1915              |       |      |
| Gian Emilio Piazza       | Italie (1861-1946)           | Défenseur      | 1935-1936              | 7     | 0    |
| Gian Guido Piazza        | Italie (1861-1946)           | Milieu         | 1906-1907 et 1910-1911 |       |      |
| Carlo Piccardi           | Italie                       | Défenseur      | 1947-1948              | 21    | 0    |
| Alberto Piccinini        | Italie                       | Milieu         | 1953-1954              | 19    | 0    |
| Andrea Pirlo             | Italie                       | Milieu         | Joueur actuel          | 212   | 30   |
| Giancarlo Pistorello     | Italie                       | Milieu         | 1952-1954              | 6     | 0    |
| Gino Pivatelli           | Italie                       | Attaquant      | 1961-1963              | 37    | 11   |
| Amilcare Pizzi           | Italie (1861-1946)           | Défenseur      | 1914-1917              |       |      |
| Francesco Pluderi        | Italie (1861-1946)           | Attaquant      | 1922-1923              |       |      |
| Gipo Poggi               | Italie (1861-1946)           | Attaquant      | 1936-1938              | 10    | 0    |
| Luigi Poggia             | Italie (1861-1946)           | Attaquant      | 1921-1926              | 82    | 9    |
| Poini                    | Italie (1861-1946)           | Attaquant      | 1917-1918              |       |      |
| Francesco Pomi           | Italie (1861-1946)           | Défenseur      | 1925-1933              | 224   | 1    |
| José Carlos Ponzinibio   | Argentine                    | Attaquant      | 1930-1931              | 5     | 0    |
| Eugenio Porrati          | Italie (1861-1946)           | Gardien de but | 1921-1922              |       |      |
| Luigi Pozzi              | Italie (1861-1946)           | Attaquant      | 1942-1943              | 4     | 0    |
| Nicola Pozzi             | Italie                       | Attaquant      | 2004                   | 0     | 0    |
| Pierino Prati            | Italie                       | Attaquant      | 1966 et 1967-1973      | 143   | 72   |
| Mario Provaglio          | Italie (1861-1946)           | Milieu         | 1937-1939              | 15    | 1    |
| Ettore Puricelli         | Uruguay · Italie (1861-1946) | Attaquant      | 1945-1949              | 116   | 55   |

## R
| Nom ronaldo                             | Nationalité         | Poste            | Période au Milan                  | Match | Buts |
| --------------------------------------- | ------------------- | ---------------- | --------------------------------- | ----- | ---- |
| Renato Raccis                           | Italie              | Attaquant        | 1947-1948                         | 26    | 8    |
| Giuseppe Radaelli                       | Italie              | Milieu-Attaquant | 1952-1953                         | 3     | 1    |
| Gerolamo Radice                         | Italie (1861-1946)  | Gardien de but   | 1906-1909                         | 8     | 0    |
| Giulio Radice                           | Italie (1861-1946)  | Défenseur        | 1924-1925                         | 2     | 0    |
| Luigi Radice                            | Italie              | Défenseur        | 1956-1959, 1960-1963 et 1964-1965 | 95    | 1    |
| Florin Răducioiu                        | Roumanie · Italie   | Attaquant        | 1993-1994                         | 14    | 4    |
| Dante Raineri                           | Italie (1861-1946)  | Milieu           | 1915-1917 et 1919-1921            | 26    | 2    |
| Carlo Ramponi                           | Italie (1861-1946)  | Gardien de but   | 1916-1917                         | 2     | 0    |
| Rocco Ranelli                           | Italie (1861-1946)  | Attaquant        | 1929-1930                         | 18    | 6    |
| Agostino Recalcati                      | Italie (1861-1946)  | Milieu           | 1900-1901                         |       |      |
| Pietro Rebuzzi                          | Italie (1861-1946)  | Attaquant        | 1944-1945                         | 2     | 0    |
| Fernando Redondo                        | Argentine · Espagne | Milieu           | 2000-2004                         | 16    | 0    |
| Michael Reiziger                        | Pays-Bas · Suriname | Défenseur        | 1996-1997                         | 10    | 0    |
| Leandro Remondini                       | Italie (1861-1946)  | Défenseur        | 1937-1942                         | 97    | 4    |
| Mario Renosto                           | Italie              | Attaquant        | 1950-1952                         | 44    | 17   |
| Guido Ribera                            | Italie (1861-1946)  | Gardien de but   | 1917-1918                         |       |      |
| Eduardo Ricagni                         | Argentina · Italie  | Milieu           | 1954-1957                         | 50    | 16   |
| Alfonso Ricciardi                       | Italie (1861-1946)  | Gardien de but   | 1942-1943                         | 3     | 0    |
| Frank Rijkaard                          | Pays-Bas · Suriname | Milieu           | 1988-1993                         | 142   | 16   |
| Carlo Rigotti                           | Italie (1861-1946)  | Défenseur        | 1932-1938                         | 124   | 0    |
| Giuseppe Rinaldi                        | Italie (1861-1946)  | Attaquant        | 1949-1950                         | 12    | 6    |
| Luigi Riva                              | Italie (1861-1946)  | Milieu           | 1917-1918                         |       |      |
| Rivaldo (Rivaldo Vitor Borba Ferreira)  | Brésil              | Milieu           | 2002-2004                         | 22    | 5    |
| Gianni Rivera                           | Italie              | Milieu           | 1960-1979                         | 501   | 122  |
| Enrico Rivolta                          | Italie (1861-1946)  | Attaquant        | 1936-1937                         | 2     | 0    |
| Luigi Rizzatti                          | Italie (1861-1946)  | Attaquant        | 1929-1930                         | 1     | 0    |
| Giuseppe Rizzi                          | Italie (1861-1946)  | Milieu           | 1904-1906 et 1910-1913            | 48    | 19   |
| John Robert Roberts                     | Angleterre          | Milieu           | 1912-1913                         | 18    | 1    |
| Mario Roghi                             | Italie (1861-1946)  | Attaquant        | 1919-1920 et 1921-1922            | 26    | 6    |
| Mario Romani                            | Italie (1861-1946)  | Attaquant        | 1932-1936                         | 83    | 37   |
| Ronaldo (Ronaldo Luis Nazário de Lima)  | Brésil              | Attaquant        | 2007-2008                         | 20    | 9    |
| Roque Júnior (José Vítor Roque Júnior') | Brésil              | Attaquant        | 2000-2004                         | 44    | 0    |
| Roberto Rosato                          | Italie              | Défenseur        | 1966-1973                         | 269   | 8    |
| Luigi Rosellini                         | Italie (1861-1946)  | Milieu-Attaquant | 1941-1943 et 1945-1946            | 99    | 22   |
| Giacomo Roseo                           | Italie (1861-1946)  | Défenseur        | 1911-1912                         | 3     | 0    |
| Giovanni Rossetti                       | Italie (1861-1946)  | Gardien de but   | 1940-1949 et 1950-1951            | 180   | 0    |
| Giulio Rossi                            | Italie (1861-1946)  | Attaquant        | 1929-1932 et 1933-1936            | 70    | 13   |
| Paolo Rossi                             | Italie              | Attaquant        | 1985-1986                         | 20    | 2    |
| Sebastiano Rossi                        | Italie              | Gardien de but   | 1990-2002                         | 240   | 0    |
| Giuseppe Rossoni                        | Italie (1861-1946)  | Gardien de but   | 1926-1927                         | 6     | 0    |
| Egidio Rovellie                         | Italie (1861-1946)  | Défenseur        | 1914-1915                         |       |      |
| Rui Costa                               | Portugal            | Milieu           | 2001-2006                         | 169   | 7    |

## S
| Nom                                       | Nationalité         | Poste               | Période au Milan                  | Match | Buts |
| ----------------------------------------- | ------------------- | ------------------- | --------------------------------- | ----- | ---- |
| Giuseppe Sabadini                         | Italie              | Milieu              | 1971-1978                         | 161   | 12   |
| Achille Sacchi                            | Italie (1861-1946)  | Attaquant           | 1925-1927                         | 17    | 7    |
| Giuseppe Sacchi                           | Italie (1861-1946)  | Gardien de but      | 1942-1943                         | 1     | 0    |
| Antonio Sala                              | Italie (1861-1946)  | Milieu-Attaquant    | 1903-1904 et 1905-1906            | 2     | 0    |
| Luigi Sala                                | Italie              | Défenseur           | 1998-2001                         | 57    | 1    |
| Marco Sala                                | Italie (1861-1946)  | Défenseur           | 1907-1920                         | 122   | 3    |
| Sandro Salvadore                          | Italie              | Défenseur           | 1955-1962                         | 72    | 1    |
| Paolo Sammarco                            | Italie              | Milieu              | 2002                              |       |      |
| Ernesto Sandroni                          | Italie (1861-1946)  | Milieu              | 1941-1942                         | 13    | 1    |
| Giuseppe Sangiorgi                        | Italie (1861-1946)  | Attaquant           | 1920-1921                         | 2     | 0    |
| Dino Sani                                 | Brésil              | Milieu              | 1961-1964                         | 62    | 14   |
| Aurelio Santagostino                      | Italie              | Attaquant           | 1946-1951                         | 41    | 21   |
| Giuseppe Santagostino                     | Italie (1861-1946)  | Attaquant           | 1921-1933                         | 235   | 106  |
| Giosuè Sanvito                            | Italie              | Défenseur           | 1949-1950                         | 3     | 0    |
| Mohamed Sarr                              | Senegal             | Défenseur           | 2001-2002                         | 1     | 0    |
| Luca Saudati                              | Italie              | Attaquant           | 1995-1997 et 2000                 | 0     | 0    |
| Alessandro Savelli                        | Italie (1861-1946)  | Milieu              | 1923-1927                         | 79    | 36   |
| Luigi Savi                                | Italie (1861-1946)  | Milieu              | 1918-1919                         | 1     | 0    |
| Dejan Savićević                           | Montenegro          | Attaquant-Milieu    | 1992-1998                         | 97    | 20   |
| Cinzio Scagliotti                         | Italie (1861-1946)  | Milieu              | 1937-1939                         | 12    | 1    |
| Nevio Scala                               | Italie              | Milieu              | 1965-1966,1967-1969 et 1975-1976  | 34    | 0    |
| Tullio Scanferlini                        | Italie (1861-1946)  | Milieu              | 1933-1934                         | 1     | 0    |
| Alessandro Scarioni                       | Italie (1861-1946)  | Milieu              | 1908-1921                         | 138   | 4    |
| Juan Alberto Schiaffino                   | Uruguay · Italie    | Milieu              | 1955-1960                         | 171   | 60   |
| Stefano Schiantarelli                     | Uruguay · Italie    | Milieu              | 1911-1912                         | 3     | 0    |
| Alessandro Schienoni                      | Italie (1861-1946)  | Défenseur           | 1924-1933                         | 111   | 3    |
| Karl-Heinz Schnellinger                   | Allemagne           | Défenseur           | 1965-1974                         | 222   | 0    |
| Umberto Scotti                            | Italie (1861-1946)  | Milieu              | 1903-1904                         | 3     | 0    |
| Luciano Scroccaro                         | Italie              | Milieu              | 1951-1952                         | 1     | 0    |
| Clarence Seedorf                          | Pays-Bas · Suriname | Milieu              | Joueur actuel                     | 204   | 31   |
| Philippe Senderos                         | Suisse · Espagne    | Défenseur           | 2008-2009                         | 14    | 0    |
| Aldo Serena                               | Italie              | Attaquant           | 1982-1983 et 1991-1993            | 30    | 8    |
| Serginho (Sergio Claudio dos Santos)      | Brésil              | Défenseur           | 1999-2008                         | 185   | 18   |
| Antonio Seveso                            | Italie              | Gardien de but      | 1952-1953                         | 1     | 0    |
| Abdon Sgarbi                              | Italie (1861-1946)  | Milieu              | 1927-1929                         | 62    | 5    |
| Andriy Shevchenko                         | Ukraine             | Attaquant           | 1999-2006 et actuellement         | 218   | 127  |
| Dario Šimić                               | Croatie             | Défenseur           | 2002-2008                         | 82    | 1    |
| Marco Simone                              | Italie              | Attaquant           | 1989-1997 et 2001-2002            | 177   | 49   |
| Andrea Simontacchi                        | Italie (1861-1946)  | Attaquant           | 1922-1923                         | 1     | 0    |
| Arturo Silvestri                          | Italie              | Défenseur           | 1950-1955                         | 158   | 7    |
| Paolo Silvestri                           | Italie (1861-1946)  | Défenseur           | 1934-1935                         | 20    | 2    |
| Paddy Sloan                               | Ireland             | Milieu              | 1948-1949                         | 30    | 9    |
| Dario Smoje                               | Croatie             | Défenseur           | 1997-1998                         | 6     | 0    |
| Umberto Soldati                           | Italie (1861-1946)  | Défenseur           | 1921-1925                         | 58    | 2    |
| Francesco Soldera                         | Italie (1861-1946)  | Milieu              | 1914-1924                         | 146   | 13   |
| Jørgen Leschly Sørensen                   | Danemark            | Attaquant           | 1953-1955                         | 65    | 29   |
| Angelo Sormani (Angelo Benedicto Sormani) | Brésil · Italie     | Attaquant           | 1965-1970                         | 134   | 45   |
| Giuseppe Spinola                          | Italie (1861-1946)  | Milieu              | 1935-1936                         | 10    | 2    |
| Giuseppe Spirolazzi                       | Italie (1861-1946)  | Milieu              | 1935-1936                         | 1     | 0    |
| Jaap Stam                                 | Pays-Bas            | Défenseur           | 2004-2006                         | 42    | 2    |
| Benedetto Stella                          | Italie (1861-1946)  | Attaquant           | 1933-1935                         | 41    | 4    |
| Roberto Sternisa                          | Autriche            | Attaquant           | 1929-1932                         | 50    | 16   |
| Marco Storari                             | Italie              | Gardien de but      | 2007                              | 3     | 0    |
| Giovanni Stroppa                          | Italie              | Gardien de but      | 1986-1987, 1989-1991 et 1994-1995 | 54    | 5    |
| Hans Heinrich Suter                       | Suisse              | Défenseur-Attaquant | 1900-1905                         | 9     | 0    |

## T
| Nom                     | Nationalité        | Poste                 | Période au Milan                             | Match | Buts |
| ----------------------- | ------------------ | --------------------- | -------------------------------------------- | ----- | ---- |
| Massimo Taibi           | Italie             | Gardien de but        | 1990-1991 et 1997-1998                       | 17    | 0    |
| Mariano Tansini         | Italie (1861-1946) | Attaquant             | 1927-1930 et 1933-1934                       | 97    | 21   |
| Mauro Tassotti          | Italie             | Défenseur             | 1980-1997                                    | 428   | 8    |
| Max Tobias              | Belgique           | Milieu                | 1910-1911                                    | 16    | 11   |
| Paolo Todeschini        | Italie (1861-1946) | Milieu                | 1939-1945                                    | 120   | 6    |
| Bruno Tognana           | Italie (1861-1946) | Attaquant             | 1928-1929                                    | 3     | 2    |
| Omero Tognon            | Italie (1861-1946) | Milieu                | 1945-1956                                    | 342   | 2    |
| Francesco Toldo         | Italie             | Gardien de but        | 1987-1990                                    | 0     | 0    |
| Omero Tognon            | Italie (1861-1946) | Milieu                | 1945-1956                                    | 342   | 2    |
| walter Toneguzzi        | Italie             | Attaquant             | 1971-1972                                    | 0     | 0    |
| Jon Dahl Tomasson       | Danemark           | Attaquant             | 2002-2005                                    | 75    | 22   |
| Max Tonetto             | Italie             | Défenseur             | 1999-2000                                    | 0     | 0    |
| Gianni Toppan           | Italie (1861-1946) | Défenseur-Milieu      | 1940-1949                                    | 184   | 1    |
| Lorenzo Torretta        | Italie (1861-1946) | Défenseur             | 1899-1900                                    | 1     | 0    |
| Giuseppe Torriani       | Italie (1861-1946) | Attaquant             | 1927-1935                                    | 206   | 34   |
| Mario Tosolini          | Italie             | Milieu-Attaquant      | 1946-1947                                    | 36    | 9    |
| Ferdinando Trabattoni   | Italie (1861-1946) | Milieu                | 1920-1923                                    | 6     | 1    |
| Piero Trapanelli        | Italie (1861-1946) | Milieu                | 1941-1943 et 1945-1946                       | 8     | 1    |
| Giovanni Trapattoni     | Italie             | Défenseur             | 1959-1971                                    | 274   | 3    |
| Germano Travagini       | Italie             | Défenseur             | 1952-1953                                    | 5     | 0    |
| Antonio Travelli        | Italie (1861-1946) | Gardien de but        | 1920-1921                                    | 1     | 0    |
| Teresio Traversa        | Italie (1861-1946) | Milieu                | 1938-1940                                    | 20    | 0    |
| Mario Trebbi            | Italie             | Défenseur             | 1957-1966                                    | 167   | 1    |
| Alessandro Trerè        | Italie (1861-1946) | Attaquant             | 1904-1908                                    | 11    | 7    |
| Attilio Trerè           | Italie (1861-1946) | Gardien de but-Milieu | 1905-1907, 1908-1909, 1910-1911 et 1913-1915 | 75    | 19   |
| Giovanni Paolo Tronconi | Italie (1861-1946) | Gardien de but        | 1935-1936                                    | 1     | 0    |

## V
| Nom                    | Nationalité        | Poste          | Période au Milan       | Match | Buts |
| ---------------------- | ------------------ | -------------- | ---------------------- | ----- | ---- |
| Ferruccio Valcareggi   | Italie (1861-1946) | Milieu         | 1943-1944              | 11    | 0    |
| Guido Valerio          | Italie (1861-1946) | Milieu         | 1899-1900              | 1     | 0    |
| Valentino Valli        | Italie             | Attaquant      | 1954-1956              | 20    | 7    |
| Marco van Basten       | Pays-Bas           | Attaquant      | 1987-1995              | 147   | 1000 |
| Mark van Bommel        | Pays-Bas           | Milieu         | Joueur actuel          |       |      |
| Louis Van Hege         | Belgique           | Attaquant      | 1910-1915              | 88    | 97   |
| Giuseppe Vannucci      | Italie (1861-1946) | Milieu         | 1940-1942              | 18    | 0    |
| Amedeo Varese          | Italie (1861-1946) | Milieu         | 1918-1921              | 35    | 29   |
| Villiam Vecchi         | Italie             | Gardien de but | 1967-1974              | 46    | 0    |
| Francesco Ventura      | Italie (1861-1946) | Défenseur      | 1941-1945              | 19    | 0    |
| Santiago Vernazza      | Argentine          | Attaquant      | 1960-1961              | 29    | 14   |
| Albano Vicariotto      | Italie             | Attaquant      | 1950-1951 et 1953-1955 | 29    | 8    |
| Patrick Vieira         | France · Senegal   | Milieu         | 1995-1996              | 2     | 0    |
| Pietro Vierchowod      | Italie             | Défenseur      | 1996                   | 16    | 1    |
| Christian Vieri        | Italie             | Attaquant      | 2005-2006              | 8     | 1    |
| Giuseppe Vigo          | Italie (1861-1946) | Attaquant      | 1938-1939              | 1     | 0    |
| Carlo Villa            | Italie (1861-1946) | Milieu         | 1944-1945              | 14    | 0    |
| Riccardo Alberto Villa | Italie (1861-1946) | Milieu         | 1938-1940              | 9     | 0    |
| Pietro Paolo Virdis    | Italie             | Attaquant      | 1984-1989              | 135   | 53   |
| Francesco Viscardi     | Italie (1861-1946) | Défenseur      | 1925-1926              | 4     | 0    |
| Johann Vogel           | Suisse             | Milieu         | 2005-2006              | 14    | 0    |

## W
| Nom               | Nationalité      | Poste               | Période au Milan | Match | Buts |
| ----------------- | ---------------- | ------------------- | ---------------- | ----- | ---- |
| Edward Wade       | Angleterre       | Attaquant           | 1901-1902        | 1     | 0    |
| Luigi Wagner      | Suisse           | Défenseur           | 1900-1902        | 2     | 0    |
| Paul Arnold Walty | Suisse           | Milieu              | 1902-1904        | 4     | 0    |
| George Weah       | Libéria · France | Attaquant           | 1995-2000        | 147   | 58   |
| Taribo West       | Nigeria          | Défenseur           | 1999-2000        | 4     | 0    |
| Ernst Widmer      | Suisse           | Défenseur-Attaquant | 1905-1907        | 11    | 3    |
| Ray Wilkins       | Angleterre       | Milieu              | 1984-1987        | 105   | 3    |
| Williams          | Angleterre       | Milieu              | 1913-1914        | 9     | 1    |

## Z
| Nom                  | Nationalité                   | Poste          | Période au Milan       | Match | Buts |
| -------------------- | ----------------------------- | -------------- | ---------------------- | ----- | ---- |
| Gustavo Zacchi       | Italie (1861-1946)            | Attaquant      | 1914-1917 et 1921-1924 | 25    | 8    |
| Francesco Zagatti    | Italie                        | Défenseur      | 1951-1963              | 214   | 1    |
| Guglielmo Zanasi     | Italie (1861-1946)            | Milieu         | 1929-1930              | 2     | 1    |
| Massimiliano Zandali | Italie (1861-1946)            | Attaquant      | 1936-1937              | 3     | 0    |
| Gianluca Zambrotta   | Italie                        | Défenseur      | Joueur actuel          | 12    | 0    |
| Mario Zidarich       | Italie (1861-1946) · Autriche | Milieu         | 1935-1937              | 23    | 3    |
| Christian Ziege      | Allemagne                     | Défenseur      | 1997-1999              | 39    | 4    |
| József Zilizy        | Hongrie                       | Milieu         | 1929-1930              | 1     | 0    |
| Mario Zorzan         | Italie (1861-1946)            | Gardien de but | 1935-1942              | 176   | 0    |
| Luigi Zorzi          | Italie (1861-1946)            | Défenseur      | 1942-1944 et 1945-1946 | 80    | 3    |
| Duilio Zotti         | Italie (1861-1946)            | Gardien de but | 1945-1946              | 33    | 0    |